# Estudio epidemiológico
Los estudios epidemiológicos o estudios de investigación médica son el conjunto de actividades intelectuales y experimentales realizadas de modo sistemático con el objetivo de generar conocimientos sobre las causas que originan las enfermedades humanas.
Los estudios epidemiológicos permiten establecer la relación entre las causas de la enfermedad (variables independientes) y la influencia de éstas sobre el surgimiento de la enfermedad (variables dependientes).

## Clasificación de los estudios epidemiológicos
Existen numerosas clasificaciones, en función del factor de análisis. Algunas de ellas son las siguientes:
- Según la temporalidad:
  - Estudio retrospectivo: Los eventos de interés ya se han producido al momento de planificar el estudio. El estudio se centra en hechos pasados.
  - Estudio transversal: es un estudio que se realiza con los datos obtenidos en un momento puntual como el estudio de prevalencia.
  - Estudio prospectivo: es un estudio longitudinal en el tiempo que se diseña y comienza a realizarse en el presente, pero los datos se analizan transcurrido un determinado tiempo, en el futuro.
- Según el tipo de resultado que se obtenga en el estudio:
  - Estudio descriptivo
  - Estudio analítico. Según si existe intervención, los estudios analíticos se clasifican en:
    - Estudio observacional: El investigador no interviene. Se limita a observar y describir la realidad. Ejemplos son el estudio caso control, estudio de cohortes y el estudio de la prevalencia.
    - Estudio de intervención: El investigador introduce variables en el estudio, interviniendo en la realidad y desarrollo del mismo. Dependiendo de si existe aleatorización o no:
      - Estudios cuasiexperimentales: Son estudios en los que existe intervención, pero los sujetos participantes no son aleatorizados.
      - Estudios experimentales: Los sujetos participantes han sido incluidos de forma aleatoria (ensayo clínico, ensayo comunitario, o de laboratorio). Un ensayo clínico es un estudio prospectivo, analítico y de intervención con aleatorización.
- Según la unidad de estudio:
  - Estudio ecológico o de correlación: la unidad de estudio es la población.
  - Estudios en los que los individuos son las unidades del estudio: comunicación de un caso, estudio de serie de casos, estudio transversal, estudio longitudinal.
- Según la forma de recogida de datos:
  - Estudios en papel
  - Estudios con recogida electrónica, mayoritariamente en línea.

- Datos: Q3817008